# Guerra de Shifta

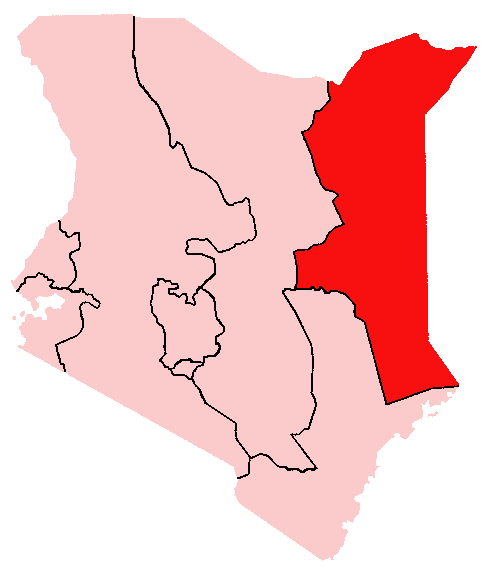

A Guerra de Shifta (1963-1967) foi um conflito separatista na qual os somalis étnicos na Província do Nordeste (NFD) do Quênia (uma região que é e tem sido, historicamente, quase que exclusivamente habitada por somalis étnicos) tentaram a unificação com seus colegas somalis em uma Grande Somália. O governo queniano nomeou o conflito de "Shifta", que significa "bandido" no idioma somali, como parte de um esforço de propaganda. O movimento de contra-insurgência queniano Unidades de Serviços Gerais (GSU em inglês) forçaram civis a permanecerem em "aldeias protegidas" (campos de concentração, essencialmente), bem como matar um grande número de animais mantidos pelos pastores somalis. A guerra terminou no final do verão de 1967, quando Muhammad Ibrahim Haji Egal, primeiro-ministro da República da Somália, assinou um cessar-fogo com o Quênia. No entanto, a violência no Quênia se deteriorou em banditismo desorganizado com episódios ocasionais de agitação secessionista nas próximas décadas. A guerra e repressões violentas por parte do governo queniano causaram a interrupção em grande escala do modo de vida no distrito, resultando em uma ligeira mudança de estilos de vida pastoris e transumantes para estilos de vida urbanos e sedentários.